# 742

## Догађаји
- Краљ Лијутпранд од Ломбарда сусреће папу Захарију на Тернију (Централ Италија), која се жали на краљеву јеретичку веру. Лијутпранд је побожан и потписује 20-годишњи мировни уговор, обнављајући градове Дукије Рима који је освојио.
- Византијско-арапски ратови: Арапи под Сулејманом Ибн Хишамом нападају на Анадолију, достижући Хераклеју и враћају се много богатства и стоке.
- Омејидска освајања Хиспаније: Арапске снаге под Абд Ал-Малик Ибн Катан ал-Фихри, гувернером Ал-Андалуза, сузбијају берберску побуну у региону Мертола (модеран Португал).
- Теодато Ипато наслеђује да је његов отац Орсо Ипато, као четврти дужд Венеције.
- Велика берберска побуна: Муслиманске снаге под Хандхалом Ибн Сафван Ал-Калбијем, гувернером Египта, извлаче се из опкољеног Каироуана (Тунис). Он расуте Бербере, а у наредним месецима је регрутовао током побуне у Мароку и јужно од тога.
- Цар Ксуан Зонг почиње да фаворизује таоизам над будизмом, усвајајући нову титулу Тианбао ("небески блага"), како би назначио свој божански мандат.
- За попис становништва кинеског престонице Чанган и његове области Ђинџоу, нова књига Танг бележи да у овој години постоји 362.921 регистрованих породица са 1.960.188 људи.
- Након 40-годишњег упражњености антиохјског патријаршког трона, Стефан IV постаје православни патријарх антиохијски, на предлог Калифа Хиаам ибн Абд Ал-Малика.

## Рођења
- 2. април — Карло Велики, франачки краљ и цар (†814)